# Bandiera della Repubblica Democratica Araba dei Sahrawi

La bandiera della Repubblica Democratica Araba dei Sahrawi

La bandiera della Repubblica Democratica Araba dei Sahrawi è la stessa bandiera che venne utilizzata dal Fronte Polisario nel 1973, nel periodo della lotta contro la colonizzazione spagnola e si basa sulla bandiera della Rivolta araba contro i turchi durante la prima guerra mondiale. Essa è formata da tre bande orizzontali di uguali dimensioni di colore nero, bianco e verde con un triangolo rosso sul lato del pennone. Al centro della banda bianca si trova una mezzaluna con stella entrambe di colore rosso.